# Ratpenat de McConnell
El ratpenat de McConnell (Mesophylla macconnelli) és una espècie de ratpenat que viu a Centreamèrica, des de Nicaragua fins a Panamà, i a Sud-amèrica, a Veneçuela, Colòmbia, Guyana, Surinam, la Guaiana Francesa, l'Equador, el Perú, Bolívia, el Brasil i Trinitat i Tobago, fins als 1.100 metres per sobre del nivell del mar.
Fou anomenat en honor de l'explorador britànic Frederick Vavasour McConnell.

## Subespècies
- Mesophylla macconnelli flavescens
- Mesophylla macconnelli macconnelli